# Nenad Petrović (compositor d'escacs)
Nenad Petrović, (Zagreb, Àustria-Hongria (actualment Croàcia), 7 de setembre de 1907 - 9 de novembre de 1989) va ser un compositor d'escacs croata; fou el primer Gran Mestre croat de composició d'escacs, i el 1947 va ser Campió del Món de resolució d'escacs.

## Activitats en la composició d'escacs
El 1951 va crear la revista de problemes d'escacs Problem que el 1952 es va convertir en òrgan oficial de la Comissió Permanent per la Composició d'Escacs de la FIDE (PCCC). Nenad Petrović va ser el creador del Codi de composició d'escacs, i el fundador i editor de 13 volums del FIDE Album que contenen les millors composicions del període 1914-1982.
Des de 1956 va ser vicepresident i des de 1958 president de la Comissió Internacional de Composicions d'Escacs de la FIDE. Organitzà el primer Congrés Mundial de Composició d'Escacs a Piran el 1958. El 1974 va ser proclamat president honorari vitalici del PCCC. Com a compositor va publicar uns 650 problemes, dels quals 121 van ser inclosos en FIDE Albums, i molts dels quals són referència en composició d'escacs.

## Exemple
| Shakhmaty v SSSR, 1959 - 2n premi \| \| a \| b \| c \| d \| e \| f \| g \| h \| \| \| 8 \| b7 blanques dama · d7 blanques rei · h7 negres cavall · b6 blanques alfil · b5 negres rei · b2 blanques peó \| b7 blanques dama · d7 blanques rei · h7 negres cavall · b6 blanques alfil · b5 negres rei · b2 blanques peó \| b7 blanques dama · d7 blanques rei · h7 negres cavall · b6 blanques alfil · b5 negres rei · b2 blanques peó \| b7 blanques dama · d7 blanques rei · h7 negres cavall · b6 blanques alfil · b5 negres rei · b2 blanques peó \| b7 blanques dama · d7 blanques rei · h7 negres cavall · b6 blanques alfil · b5 negres rei · b2 blanques peó \| b7 blanques dama · d7 blanques rei · h7 negres cavall · b6 blanques alfil · b5 negres rei · b2 blanques peó \| b7 blanques dama · d7 blanques rei · h7 negres cavall · b6 blanques alfil · b5 negres rei · b2 blanques peó \| b7 blanques dama · d7 blanques rei · h7 negres cavall · b6 blanques alfil · b5 negres rei · b2 blanques peó \| 8 \| \| 7 \| b7 blanques dama · d7 blanques rei · h7 negres cavall · b6 blanques alfil · b5 negres rei · b2 blanques peó \| b7 blanques dama · d7 blanques rei · h7 negres cavall · b6 blanques alfil · b5 negres rei · b2 blanques peó \| b7 blanques dama · d7 blanques rei · h7 negres cavall · b6 blanques alfil · b5 negres rei · b2 blanques peó \| b7 blanques dama · d7 blanques rei · h7 negres cavall · b6 blanques alfil · b5 negres rei · b2 blanques peó \| b7 blanques dama · d7 blanques rei · h7 negres cavall · b6 blanques alfil · b5 negres rei · b2 blanques peó \| b7 blanques dama · d7 blanques rei · h7 negres cavall · b6 blanques alfil · b5 negres rei · b2 blanques peó \| b7 blanques dama · d7 blanques rei · h7 negres cavall · b6 blanques alfil · b5 negres rei · b2 blanques peó \| b7 blanques dama · d7 blanques rei · h7 negres cavall · b6 blanques alfil · b5 negres rei · b2 blanques peó \| 7 \| \| 6 \| b7 blanques dama · d7 blanques rei · h7 negres cavall · b6 blanques alfil · b5 negres rei · b2 blanques peó \| b7 blanques dama · d7 blanques rei · h7 negres cavall · b6 blanques alfil · b5 negres rei · b2 blanques peó \| b7 blanques dama · d7 blanques rei · h7 negres cavall · b6 blanques alfil · b5 negres rei · b2 blanques peó \| b7 blanques dama · d7 blanques rei · h7 negres cavall · b6 blanques alfil · b5 negres rei · b2 blanques peó \| b7 blanques dama · d7 blanques rei · h7 negres cavall · b6 blanques alfil · b5 negres rei · b2 blanques peó \| b7 blanques dama · d7 blanques rei · h7 negres cavall · b6 blanques alfil · b5 negres rei · b2 blanques peó \| b7 blanques dama · d7 blanques rei · h7 negres cavall · b6 blanques alfil · b5 negres rei · b2 blanques peó \| b7 blanques dama · d7 blanques rei · h7 negres cavall · b6 blanques alfil · b5 negres rei · b2 blanques peó \| 6 \| \| 5 \| b7 blanques dama · d7 blanques rei · h7 negres cavall · b6 blanques alfil · b5 negres rei · b2 blanques peó \| b7 blanques dama · d7 blanques rei · h7 negres cavall · b6 blanques alfil · b5 negres rei · b2 blanques peó \| b7 blanques dama · d7 blanques rei · h7 negres cavall · b6 blanques alfil · b5 negres rei · b2 blanques peó \| b7 blanques dama · d7 blanques rei · h7 negres cavall · b6 blanques alfil · b5 negres rei · b2 blanques peó \| b7 blanques dama · d7 blanques rei · h7 negres cavall · b6 blanques alfil · b5 negres rei · b2 blanques peó \| b7 blanques dama · d7 blanques rei · h7 negres cavall · b6 blanques alfil · b5 negres rei · b2 blanques peó \| b7 blanques dama · d7 blanques rei · h7 negres cavall · b6 blanques alfil · b5 negres rei · b2 blanques peó \| b7 blanques dama · d7 blanques rei · h7 negres cavall · b6 blanques alfil · b5 negres rei · b2 blanques peó \| 5 \| \| 4 \| b7 blanques dama · d7 blanques rei · h7 negres cavall · b6 blanques alfil · b5 negres rei · b2 blanques peó \| b7 blanques dama · d7 blanques rei · h7 negres cavall · b6 blanques alfil · b5 negres rei · b2 blanques peó \| b7 blanques dama · d7 blanques rei · h7 negres cavall · b6 blanques alfil · b5 negres rei · b2 blanques peó \| b7 blanques dama · d7 blanques rei · h7 negres cavall · b6 blanques alfil · b5 negres rei · b2 blanques peó \| b7 blanques dama · d7 blanques rei · h7 negres cavall · b6 blanques alfil · b5 negres rei · b2 blanques peó \| b7 blanques dama · d7 blanques rei · h7 negres cavall · b6 blanques alfil · b5 negres rei · b2 blanques peó \| b7 blanques dama · d7 blanques rei · h7 negres cavall · b6 blanques alfil · b5 negres rei · b2 blanques peó \| b7 blanques dama · d7 blanques rei · h7 negres cavall · b6 blanques alfil · b5 negres rei · b2 blanques peó \| 4 \| \| 3 \| b7 blanques dama · d7 blanques rei · h7 negres cavall · b6 blanques alfil · b5 negres rei · b2 blanques peó \| b7 blanques dama · d7 blanques rei · h7 negres cavall · b6 blanques alfil · b5 negres rei · b2 blanques peó \| b7 blanques dama · d7 blanques rei · h7 negres cavall · b6 blanques alfil · b5 negres rei · b2 blanques peó \| b7 blanques dama · d7 blanques rei · h7 negres cavall · b6 blanques alfil · b5 negres rei · b2 blanques peó \| b7 blanques dama · d7 blanques rei · h7 negres cavall · b6 blanques alfil · b5 negres rei · b2 blanques peó \| b7 blanques dama · d7 blanques rei · h7 negres cavall · b6 blanques alfil · b5 negres rei · b2 blanques peó \| b7 blanques dama · d7 blanques rei · h7 negres cavall · b6 blanques alfil · b5 negres rei · b2 blanques peó \| b7 blanques dama · d7 blanques rei · h7 negres cavall · b6 blanques alfil · b5 negres rei · b2 blanques peó \| 3 \| \| 2 \| b7 blanques dama · d7 blanques rei · h7 negres cavall · b6 blanques alfil · b5 negres rei · b2 blanques peó \| b7 blanques dama · d7 blanques rei · h7 negres cavall · b6 blanques alfil · b5 negres rei · b2 blanques peó \| b7 blanques dama · d7 blanques rei · h7 negres cavall · b6 blanques alfil · b5 negres rei · b2 blanques peó \| b7 blanques dama · d7 blanques rei · h7 negres cavall · b6 blanques alfil · b5 negres rei · b2 blanques peó \| b7 blanques dama · d7 blanques rei · h7 negres cavall · b6 blanques alfil · b5 negres rei · b2 blanques peó \| b7 blanques dama · d7 blanques rei · h7 negres cavall · b6 blanques alfil · b5 negres rei · b2 blanques peó \| b7 blanques dama · d7 blanques rei · h7 negres cavall · b6 blanques alfil · b5 negres rei · b2 blanques peó \| b7 blanques dama · d7 blanques rei · h7 negres cavall · b6 blanques alfil · b5 negres rei · b2 blanques peó \| 2 \| \| 1 \| b7 blanques dama · d7 blanques rei · h7 negres cavall · b6 blanques alfil · b5 negres rei · b2 blanques peó \| b7 blanques dama · d7 blanques rei · h7 negres cavall · b6 blanques alfil · b5 negres rei · b2 blanques peó \| b7 blanques dama · d7 blanques rei · h7 negres cavall · b6 blanques alfil · b5 negres rei · b2 blanques peó \| b7 blanques dama · d7 blanques rei · h7 negres cavall · b6 blanques alfil · b5 negres rei · b2 blanques peó \| b7 blanques dama · d7 blanques rei · h7 negres cavall · b6 blanques alfil · b5 negres rei · b2 blanques peó \| b7 blanques dama · d7 blanques rei · h7 negres cavall · b6 blanques alfil · b5 negres rei · b2 blanques peó \| b7 blanques dama · d7 blanques rei · h7 negres cavall · b6 blanques alfil · b5 negres rei · b2 blanques peó \| b7 blanques dama · d7 blanques rei · h7 negres cavall · b6 blanques alfil · b5 negres rei · b2 blanques peó \| 1 \| \| \| a \| b \| c \| d \| e \| f \| g \| h \| \| Mat en 4 moviments La solució és: 1.Da6! Rxa6 2.Rc6 C mou 3.b4 C mou 4.b5# · (1. ... Rb4 2.Dd3 Cf6+ 3.Rc6 C mou 4.Db5#) | | | | | | | | |   |
| | a | b | c | d | e | f | g | h |   |
| 8 | b7 blanques dama · d7 blanques rei · h7 negres cavall · b6 blanques alfil · b5 negres rei · b2 blanques peó | b7 blanques dama · d7 blanques rei · h7 negres cavall · b6 blanques alfil · b5 negres rei · b2 blanques peó | b7 blanques dama · d7 blanques rei · h7 negres cavall · b6 blanques alfil · b5 negres rei · b2 blanques peó | b7 blanques dama · d7 blanques rei · h7 negres cavall · b6 blanques alfil · b5 negres rei · b2 blanques peó | b7 blanques dama · d7 blanques rei · h7 negres cavall · b6 blanques alfil · b5 negres rei · b2 blanques peó | b7 blanques dama · d7 blanques rei · h7 negres cavall · b6 blanques alfil · b5 negres rei · b2 blanques peó | b7 blanques dama · d7 blanques rei · h7 negres cavall · b6 blanques alfil · b5 negres rei · b2 blanques peó | b7 blanques dama · d7 blanques rei · h7 negres cavall · b6 blanques alfil · b5 negres rei · b2 blanques peó | 8 |
| 7 | b7 blanques dama · d7 blanques rei · h7 negres cavall · b6 blanques alfil · b5 negres rei · b2 blanques peó | b7 blanques dama · d7 blanques rei · h7 negres cavall · b6 blanques alfil · b5 negres rei · b2 blanques peó | b7 blanques dama · d7 blanques rei · h7 negres cavall · b6 blanques alfil · b5 negres rei · b2 blanques peó | b7 blanques dama · d7 blanques rei · h7 negres cavall · b6 blanques alfil · b5 negres rei · b2 blanques peó | b7 blanques dama · d7 blanques rei · h7 negres cavall · b6 blanques alfil · b5 negres rei · b2 blanques peó | b7 blanques dama · d7 blanques rei · h7 negres cavall · b6 blanques alfil · b5 negres rei · b2 blanques peó | b7 blanques dama · d7 blanques rei · h7 negres cavall · b6 blanques alfil · b5 negres rei · b2 blanques peó | b7 blanques dama · d7 blanques rei · h7 negres cavall · b6 blanques alfil · b5 negres rei · b2 blanques peó | 7 |
| 6 | b7 blanques dama · d7 blanques rei · h7 negres cavall · b6 blanques alfil · b5 negres rei · b2 blanques peó | b7 blanques dama · d7 blanques rei · h7 negres cavall · b6 blanques alfil · b5 negres rei · b2 blanques peó | b7 blanques dama · d7 blanques rei · h7 negres cavall · b6 blanques alfil · b5 negres rei · b2 blanques peó | b7 blanques dama · d7 blanques rei · h7 negres cavall · b6 blanques alfil · b5 negres rei · b2 blanques peó | b7 blanques dama · d7 blanques rei · h7 negres cavall · b6 blanques alfil · b5 negres rei · b2 blanques peó | b7 blanques dama · d7 blanques rei · h7 negres cavall · b6 blanques alfil · b5 negres rei · b2 blanques peó | b7 blanques dama · d7 blanques rei · h7 negres cavall · b6 blanques alfil · b5 negres rei · b2 blanques peó | b7 blanques dama · d7 blanques rei · h7 negres cavall · b6 blanques alfil · b5 negres rei · b2 blanques peó | 6 |
| 5 | b7 blanques dama · d7 blanques rei · h7 negres cavall · b6 blanques alfil · b5 negres rei · b2 blanques peó | b7 blanques dama · d7 blanques rei · h7 negres cavall · b6 blanques alfil · b5 negres rei · b2 blanques peó | b7 blanques dama · d7 blanques rei · h7 negres cavall · b6 blanques alfil · b5 negres rei · b2 blanques peó | b7 blanques dama · d7 blanques rei · h7 negres cavall · b6 blanques alfil · b5 negres rei · b2 blanques peó | b7 blanques dama · d7 blanques rei · h7 negres cavall · b6 blanques alfil · b5 negres rei · b2 blanques peó | b7 blanques dama · d7 blanques rei · h7 negres cavall · b6 blanques alfil · b5 negres rei · b2 blanques peó | b7 blanques dama · d7 blanques rei · h7 negres cavall · b6 blanques alfil · b5 negres rei · b2 blanques peó | b7 blanques dama · d7 blanques rei · h7 negres cavall · b6 blanques alfil · b5 negres rei · b2 blanques peó | 5 |
| 4 | b7 blanques dama · d7 blanques rei · h7 negres cavall · b6 blanques alfil · b5 negres rei · b2 blanques peó | b7 blanques dama · d7 blanques rei · h7 negres cavall · b6 blanques alfil · b5 negres rei · b2 blanques peó | b7 blanques dama · d7 blanques rei · h7 negres cavall · b6 blanques alfil · b5 negres rei · b2 blanques peó | b7 blanques dama · d7 blanques rei · h7 negres cavall · b6 blanques alfil · b5 negres rei · b2 blanques peó | b7 blanques dama · d7 blanques rei · h7 negres cavall · b6 blanques alfil · b5 negres rei · b2 blanques peó | b7 blanques dama · d7 blanques rei · h7 negres cavall · b6 blanques alfil · b5 negres rei · b2 blanques peó | b7 blanques dama · d7 blanques rei · h7 negres cavall · b6 blanques alfil · b5 negres rei · b2 blanques peó | b7 blanques dama · d7 blanques rei · h7 negres cavall · b6 blanques alfil · b5 negres rei · b2 blanques peó | 4 |
| 3 | b7 blanques dama · d7 blanques rei · h7 negres cavall · b6 blanques alfil · b5 negres rei · b2 blanques peó | b7 blanques dama · d7 blanques rei · h7 negres cavall · b6 blanques alfil · b5 negres rei · b2 blanques peó | b7 blanques dama · d7 blanques rei · h7 negres cavall · b6 blanques alfil · b5 negres rei · b2 blanques peó | b7 blanques dama · d7 blanques rei · h7 negres cavall · b6 blanques alfil · b5 negres rei · b2 blanques peó | b7 blanques dama · d7 blanques rei · h7 negres cavall · b6 blanques alfil · b5 negres rei · b2 blanques peó | b7 blanques dama · d7 blanques rei · h7 negres cavall · b6 blanques alfil · b5 negres rei · b2 blanques peó | b7 blanques dama · d7 blanques rei · h7 negres cavall · b6 blanques alfil · b5 negres rei · b2 blanques peó | b7 blanques dama · d7 blanques rei · h7 negres cavall · b6 blanques alfil · b5 negres rei · b2 blanques peó | 3 |
| 2 | b7 blanques dama · d7 blanques rei · h7 negres cavall · b6 blanques alfil · b5 negres rei · b2 blanques peó | b7 blanques dama · d7 blanques rei · h7 negres cavall · b6 blanques alfil · b5 negres rei · b2 blanques peó | b7 blanques dama · d7 blanques rei · h7 negres cavall · b6 blanques alfil · b5 negres rei · b2 blanques peó | b7 blanques dama · d7 blanques rei · h7 negres cavall · b6 blanques alfil · b5 negres rei · b2 blanques peó | b7 blanques dama · d7 blanques rei · h7 negres cavall · b6 blanques alfil · b5 negres rei · b2 blanques peó | b7 blanques dama · d7 blanques rei · h7 negres cavall · b6 blanques alfil · b5 negres rei · b2 blanques peó | b7 blanques dama · d7 blanques rei · h7 negres cavall · b6 blanques alfil · b5 negres rei · b2 blanques peó | b7 blanques dama · d7 blanques rei · h7 negres cavall · b6 blanques alfil · b5 negres rei · b2 blanques peó | 2 |
| 1 | b7 blanques dama · d7 blanques rei · h7 negres cavall · b6 blanques alfil · b5 negres rei · b2 blanques peó | b7 blanques dama · d7 blanques rei · h7 negres cavall · b6 blanques alfil · b5 negres rei · b2 blanques peó | b7 blanques dama · d7 blanques rei · h7 negres cavall · b6 blanques alfil · b5 negres rei · b2 blanques peó | b7 blanques dama · d7 blanques rei · h7 negres cavall · b6 blanques alfil · b5 negres rei · b2 blanques peó | b7 blanques dama · d7 blanques rei · h7 negres cavall · b6 blanques alfil · b5 negres rei · b2 blanques peó | b7 blanques dama · d7 blanques rei · h7 negres cavall · b6 blanques alfil · b5 negres rei · b2 blanques peó | b7 blanques dama · d7 blanques rei · h7 negres cavall · b6 blanques alfil · b5 negres rei · b2 blanques peó | b7 blanques dama · d7 blanques rei · h7 negres cavall · b6 blanques alfil · b5 negres rei · b2 blanques peó | 1 |
| | a | b | c | d | e | f | g | h |   |